# Bythaelurus dawsoni
Bythaelurus dawsoni is een vissensoort uit de familie van de Pentanchidae. De wetenschappelijke naam van de soort is voor het eerst geldig gepubliceerd in 1971 door Springer.